# Bray (Irlande)
Pour les articles homonymes, voir Bray.
Bray (en irlandais : Bré) est une ville du Comté de Wicklow située au sud de Dublin sur la côte est de l'Irlande. Elle est la dixième ville d'Irlande avec une population de presque 32 000 habitants.

## Histoire
Au Moyen Âge, Bray faisait partie du Pale, ce district gouverné directement par la couronne britannique. Jusqu’au XIIIe siècle, Bray ne fut qu’un petit village de pêcheurs.
La construction de la ligne de chemin de fer Dublin and Kingstown Railway (en) au XIXe siècle favorise le développement d'une ville de villégiature, les classes moyennes de Dublin commençant à s’y installer afin d’échapper à la vie de la capitale.
Dès lors que la ville est reliée à Dublin en 1855, elle recommence à grandir. Elle devient rapidement la principale station balnéaire de la côte est de l’Irlande. La ville est une des destinations favorites dans les années 1950 des Nord-Irlandais, des Anglais et des Écossais. À partir des années 1960, l’intérêt pour cette station balnéaire décroît lentement.

## Géographie
Bray est située à la limite nord du comté de Wicklow (certains de ses quartiers nord sont même dans le Comté de Dublin). À ce titre la ville fait partie géographiquement et économiquement de l’agglomération de Dublin. Elle dispose de la gare de Bray Daly desservie par le Dublin Area Rapid Transit (DART) et par les lignes urbaines de bus de Dublin.
Bray est la huitième ville d'Irlande. Elle comptait 28 000 habitants au recensement de 2002. C’est un gros centre urbain et commercial situé à vingt kilomètres du centre de Dublin.
La ville est coincée au nord par la capitale de l’Irlande et à l’ouest par les montagnes de Wicklow. La ville est connue pour être la « porte d’entrée des Wicklow ».
Bray se trouve à l’embouchure du fleuve Dargle.
Au sud, la plaine de Bray est fermée par Bray Head (241 m d’altitude).
Le principal attrait touristique est historiquement sa plage, longue de 1,6 kilomètre et bordée par une large esplanade lieu des promenades dominicales des Dublinois.

## Sport
La ville possède une équipe de football professionnelle qui joue en 1re division, les Bray Wanderers.

## Jumelages
Bègles (France) depuis 1994

## Personnalités liées à la ville
- Dara Ó Briain : humoriste et animateur de télévision
- Lucinda Sullivan (1831-1881) : philanthrope irlandaise y est morte
- Finn Bálor (1981-) : catcheur professionnel à la World Wrestling Entertainment[3].
- Jordan Devlin (1990-) : catcheur professionnel à la World Wrestling Entertainment[4].
- Hozier (1990-) : auteur-compositeur-interprète et musicien

- Sinéad O'Connor (1966-2023) : la chanteuse a vécu pendant quinze ans à Bray.

- Katie Taylor (1986-) : boxeuse professionnelle